# Chloe Jackson
Chloe Jackson (Upper Marlboro, 21 agosto 1996) è un'ex cestista statunitense, professionista nella WNBA.

## Carriera
È stata selezionata dalle Chicago Sky al secondo giro del Draft WNBA 2019 (15ª scelta assoluta).

## Palmarès
- Campionessa NCAA (2019)
- NCAA Basketball Tournament Most Outstanding Player (2019)